# Brices Creek
Brices Creek é uma Região censo-designada localizada no estado norte-americano de Carolina do Norte, no Condado de Craven.

## Demografia
Segundo o censo norte-americano de 2000, a sua população era de 2060 habitantes.

## Geografia
De acordo com o United States Census Bureau tem uma área de 
22,1 km², dos quais 20,6 km² cobertos por terra e 1,5 km² cobertos por água.

## Localidades na vizinhança
O diagrama seguinte representa as localidades num raio de 8 km ao redor de Brices Creek. 